# 10-й армійський корпус (Третій Рейх)
X-й (10-й) армі́йський ко́рпус (нім. X. Armeekorps) — армійський корпус Вермахту за часів Другої світової війни.

## Історія
X-й армійський корпус сформований 15 жовтня 1935 у 10-му військовому окрузі (нім. Wehrkreis X) в Гамбурзі.

## Райони бойових дій
- Німеччина (жовтень 1936 — вересень 1939);
- Польща (вересень — грудень 1939);
- Німеччина (грудень 1939 — травень 1940);
- Франція (травень 1940 — січень 1941);
- Польща (січень — квітень 1941);
- Німеччина (Східна Пруссія) (квітень — червень 1941);
- СРСР (північний напрямок) (червень 1941 — серпень 1944);
- СРСР (Курляндія) (серпень 1944 — травень 1945).

## Командування

### Командири
- генерал від інфантерії Вільгельм Кнохенгауер (нім. Wilhelm Knochenhauer) (16 травня 1935 — 31 березня 1939);
- генерал від інфантерії Вільгельм Улекс (нім. Wilhelm Ulex) (1 квітня — 15 жовтня 1939);
- генерал артилерії Крістіан Гансен (нім. Christian Hansen) (15 жовтня 1939 — травень 1942);
- генерал-лейтенант Отто фон Кнобельсдорф (нім. Otto von Knobelsdorff) (травень — червень 1942), ТВО;
- генерал артилерії Крістіан Гансен (червень 1942 — 1 липня 1943);
- генерал-лейтенант Отто Шпонгаймер (нім. Otto Sponheimer) (1 — 31 липня 1943), ТВО;
- генерал артилерії Крістіан Гансен (1 серпня — 4 листопада 1943);
- генерал від інфантерії Томас-Еміль фон Віккеде (нім. Thomas-Emil von Wickede) (4 листопада 1943 — 23 червня 1944);
- генерал від інфантерії Фрідріх Кехлінг (нім. Friedrich Köchling) (25 червня — 3 вересня 1944);
- генерал від інфантерії Герман Ферч (нім. Hermann Foertsch) (21 вересня — 21 грудня 1944);
- генерал-лейтенант, доктор Йоганнес Маєр (нім. Johannes Mayer) (21 — 27 грудня 1944);
- генерал артилерії Зіґфрід Томашкі (нім. Siegfried Thomaschki) (27 грудня 1944 — 8 травня 1945).

## Бойовий склад 10-го армійського корпусу
Формування управління, забезпечення та підтримки
- 7-ме артилерійське командування (Arko 7), з 1940 - Arko 19, у листопаді 1940 - Arko 133,
- 410-те управління корпусного постачання (Korps-Nachschubtruppen 410);
- 50-й корпусний батальйон зв'язку (Korps-Nachrichten-Abteilung 50);
- 410-й топографічний відділ корпусу (Korps-Kartenstelle 410);
- 410-й російський батальйон охорони (Russische Sicherungs Abteilung 410);
- 410-й взвод фельджандармерії (Feld-Gendarmerie-Trupp 410).

- 22-га піхотна дивізія (22. Infanterie-Division);
- 1-ша дивізія Ландвера (1. Landwehr-Division);
- 99-та дивізія Ландвера (99. Landwehr-Division).

- 24-та піхотна дивізія (22. Infanterie-Division).

- 207-ма піхотна дивізія (207. Infanterie-Division);
- 227-ма піхотна дивізія (227. Infanterie-Division);
- 526-та піхотна дивізія (526. Infanterie-Division).

- 227-ма піхотна дивізія;
- дивізія Лейбштандарте-СС «Адольф Гітлер» (Leibstandarte SS Adolf Hitler).

- 18-та піхотна дивізія (18. Infanterie-Division);
- 61-ша піхотна дивізія (61. Infanterie-Division);
- 216-та піхотна дивізія (216. Infanterie-Division).

- 7-ма танкова дивізія (7. Panzer-Division);
- 6-та гірсько-піхотна дивізія (6. Gebirgs-Division).

- 122-га піхотна дивізія (122. Infanterie-Division);
- 123-тя піхотна дивізія (123. Infanterie-Division);
- 126-та піхотна дивізія (126. Infanterie-Division).

- 30-та піхотна дивізія (30. Infanterie-Division);
- 290-та піхотна дивізія (290. Infanterie-Division).

- дивізія СС «Тотенкопф» (SS-Division "Totenkopf");
- 30-та піхотна дивізія;
- 290-та піхотна дивізія.

- дивізія СС «Тотенкопф»;
- 18-та піхотна дивізія (18. Infanterie-Division);
- 30-та піхотна дивізія;
- 290-та піхотна дивізія.

- 18-та піхотна дивізія;
- 30-та піхотна дивізія;
- 81-ша піхотна дивізія (81. Infanterie-Division);
- 290-та піхотна дивізія.

- група Майндля;
- 5-та легка піхотна дивізія (5. leichte Infanterie-Division);
- 8-ма легка піхотна дивізія (8. leichte Infanterie-Division);
- 18-та моторизована дивізія (18. Infanterie-Division (mot);
- Частини:
  - 81-ї піхотної дивізії;
  - 122-ї піхотної дивізії;
  - 329-ї піхотної дивізії (329. Infanterie-Division);
  - 7-ма гірсько-піхотна дивізія (7. Gebirgs-Division);
- поліційний полк «Північ» (Polizei-Regiment Nord);

- 21-ша авіапольова дивізія (21. Luftwaffen-Feld-Division);
- 5-та єгерська дивізія (5. Jäger-Division);
- 18-та моторизована дивізія;
- 17-й поліційний полк (Polizei-Regiment 17).

- 5-та єгерська дивізія;
- 8-ма єгерська дивізія (8. Jäger-Division);
- 30-та піхотна дивізія;
- 126-та піхотна дивізія;
- 329-та піхотна дивізія.

- 8-ма єгерська дивізія;
- 30-та піхотна дивізія;
- 329-та піхотна дивізія.

- 8-ма єгерська дивізія;
- 30-та піхотна дивізія;
- 122-га піхотна дивізія;
- 329-та піхотна дивізія.

- 8-ма єгерська дивізія;
- 30-та піхотна дивізія;
- 329-та піхотна дивізія.

- 5-та єгерська дивізія;
- 8-ма єгерська дивізія;
- 21-ша авіапольова дивізія;
- 30-та піхотна дивізія.

- 8-ма єгерська дивізія;
- 21-ша авіапольова дивізія;
- 30-та піхотна дивізія;
- 290-та піхотна дивізія.

- 8-ма єгерська дивізія;
- 21-ша авіапольова дивізія;
- 30-та піхотна дивізія;
- 15-та гренадерська дивізія СС (1-ша латвійська) (15. lett. SS-Freiwilligen-Grenadier-Division).

- 24-та піхотна дивізія;
- 32-га піхотна дивізія (32. Infanterie-Division);
- 132-га піхотна дивізія (132. Infanterie-Division);
- 263-тя піхотна дивізія (263. Infanterie-Division);
- 290-та піхотна дивізія;
- бойова група 81-ї піхотної дивізії.

- 24-та піхотна дивізія;
- 81-ша піхотна дивізія;
- 263-тя піхотна дивізія;
- 290-та піхотна дивізія.

- 28-ма єгерська дивізія (28. Jäger-Division);
- 81-ша піхотна дивізія;
- 263-тя піхотна дивізія;
- 290-та піхотна дивізія.

- 263-тя піхотна дивізія;
- 290-та піхотна дивізія;
- 389-та піхотна дивізія (389. Infanterie-Division).

- 14-та танкова дивізія (14. Panzer-Division);
- 30-та піхотна дивізія.

- 30-та піхотна дивізія;
- 87-ма піхотна дивізія (87. Infanterie-Division);
- 132-га піхотна дивізія.

- 12-та авіапольова дивізія (12. Luftwaffen-Feld-Division);
- 30-та піхотна дивізія;
- 87-ма піхотна дивізія;
- 126-та піхотна дивізія.